# Tir aux Jeux olympiques d'été de 2024 - Skeet femmes
Navigation
Tokyo 2020 Los Angeles 2028
L'épreuve féminine de skeet des Jeux olympiques d'été de 2024 se déroule les 3 et 4 août 2024 au Centre national de tir sportif à Châteauroux, en France, à environ 260 km au sud de Paris.

## Records
Avant cette compétition, les records dans cette discipline étaient les suivants : 

## Programme
| Date            | Horaire  | Manche                     |
| --------------- | -------- | -------------------------- |
| Samedi 3 août   | 09 h 00  | Qualification (1re partie) |
| Dimanche 4 août | 09 h 30  | Qualification (2e partie)  |
| Dimanche 4 août | à suivre | Finale                     |

## Médaillées
| Or                       | Argent             | Bronze             |
| Francisca Crovetto (CHI) | Amber Rutter (GBR) | Austen Smith (USA) |

## Résultats détaillés

### Qualification
Les 6 meilleures tireuses se qualifient pour la finale (Q).
| Rang | Athlète               | Pays             | Séries | Séries | Séries | Séries | Séries | Total | Shoot-off | Notes |
| Rang | Athlète               | Pays             | 1      | 2      | 3      | 4      | 5      | Total | Shoot-off | Notes |
| ---- | --------------------- | ---------------- | ------ | ------ | ------ | ------ | ------ | ----- | --------- | ----- |
| 1    | Austen Smith          | États-Unis       | 25     | 23     | 25     | 25     | 24     | 122   | +14       | Q     |
| 2    | Amber Rutter          | Grande-Bretagne  | 25     | 25     | 24     | 24     | 24     | 122   | +13       | Q     |
| 3    | Emmanouela Katzouraki | Grèce            | 24     | 24     | 24     | 25     | 25     | 122   | +1        | Q     |
| 4    | Vanesa Hocková        | Slovaquie        | 24     | 24     | 23     | 25     | 25     | 121   |           | Q     |
| 5    | Francisca Crovetto    | Chili            | 25     | 24     | 23     | 24     | 24     | 120   | +8        | Q     |
| 6    | Danka Barteková       | Slovaquie        | 24     | 24     | 24     | 24     | 24     | 120   | +7 +2     | Q     |
| 7    | Gabriela Rodríguez    | Mexique          | 24     | 25     | 24     | 24     | 23     | 120   | +7 +0     |       |
| 8    | Nele Wißmer           | Allemagne        | 25     | 24     | 25     | 23     | 23     | 120   | +5        |       |
| 9    | Lucie Anastassiou     | France           | 24     | 24     | 22     | 25     | 24     | 119   |           |       |
| 10   | Jiang Yiting          | Chine            | 24     | 24     | 23     | 24     | 24     | 119   |           |       |
| 11   | Victoria Larsson      | Suède            | 20     | 24     | 25     | 24     | 25     | 118   |           |       |
| 12   | Dania Vizzi           | États-Unis       | 20     | 24     | 25     | 24     | 25     | 118   |           |       |
| 13   | Wei Meng              | Chine            | 25     | 25     | 20     | 24     | 24     | 118   |           |       |
| 14   | Maheshwari Chauhan    | Inde             | 23     | 24     | 24     | 25     | 22     | 118   |           |       |
| 15   | Diana Bacosi          | Italie           | 22     | 24     | 22     | 25     | 24     | 117   |           |       |
| 16   | Martina Bartolomei    | Italie           | 22     | 25     | 22     | 25     | 23     | 117   |           |       |
| 17   | Nadine Messerschmidt  | Allemagne        | 23     | 24     | 22     | 25     | 23     | 117   |           |       |
| 18   | Assem Orynbay         | Kazakhstan       | 22     | 22     | 23     | 24     | 25     | 116   |           |       |
| 19   | Daniella Borda        | Pérou            | 23     | 23     | 23     | 24     | 23     | 116   |           |       |
| 20   | Konstantina Nikolaou  | Chypre           | 23     | 24     | 24     | 22     | 23     | 116   |           |       |
| 21   | Jang Kook-hee         | Corée du Sud     | 24     | 24     | 23     | 22     | 22     | 115   |           |       |
| 22   | Barbora Šumová        | Tchéquie         | 23     | 24     | 23     | 22     | 22     | 114   |           |       |
| 23   | Raiza Dhillon         | Inde             | 21     | 22     | 23     | 23     | 24     | 113   |           |       |
| 24   | Iryna Malovitchko     | Ukraine          | 23     | 23     | 22     | 22     | 23     | 113   |           |       |
| 25   | Aislin Jones          | Australie        | 23     | 21     | 23     | 23     | 22     | 112   |           |       |
| 26   | Georgia Furquim       | Brésil           | 21     | 23     | 21     | 22     | 24     | 111   |           |       |
| 27   | Sena Can              | Turquie          | 19     | 23     | 23     | 22     | 23     | 110   |           |       |
| 28   | Chloe Tipple          | Nouvelle-Zélande | 23     | 22     | 20     | 20     | 23     | 108   |           |       |
| 29   | Amira Aboushokka      | Égypte           | 20     | 21     | 21     | 22     | 23     | 107   |           |       |

### Finale
Après la 2e série, à chaque série suivante, la moins bonne tireuse est éliminée, jusqu'à ce qu'elles ne soient plus que deux en compétition.
| Rang                                | Athlète                     | Séries | Séries | Séries | Séries | Séries | Séries | Séries    | Score |
| Rang                                | Athlète                     | 1      | 2      | 3      | 4      | 5      | 6      | Shoot-off | Score |
| ----------------------------------- | --------------------------- | ------ | ------ | ------ | ------ | ------ | ------ | --------- | ----- |
| Médaille d'or, Jeux olympiques      | Francisca Crovetto (CHI)    | 9      | 19     | 29     | 38     | 48     | 55     | +7        | 55    |
| Médaille d'argent, Jeux olympiques  | Amber Rutter (GBR)          | 10     | 19     | 28     | 37     | 46     | 55     | +6        | 55    |
| Médaille de bronze, Jeux olympiques | Austen Smith (USA)          | 9      | 18     | 27     | 36     | 45     | -      |           | 45    |
| 4                                   | Vanesa Hocková (SVK)        | 10     | 17     | 26     | 34     | -      | -      |           | 34    |
| 5                                   | Emmanouela Katzouraki (GRE) | 7      | 17     | 23     | -      | -      | -      |           | 23    |
| 6                                   | Danka Barteková (SVK)       | 9      | 17     | -      | -      | -      | -      |           | 17    |